# Duk Da Fuk Down
Duk Da Fuk Down! – czwarta płyta amerykańskiej grupy Psychopathic Rydas wydana w 2007 roku.
Najnowszy album Psychopathic Rydas z Young Dirt’em (Boondox) w szeregach, zastąpił on Anybody Killa i Esham’a, którzy odeszli z grupy po wydaniu płyty Check Your Shit In Bitch!.

## Lista utworów
1. The Lineup
2. Killin’ Shit
3. Black Trucks
4. Bandanas
5. Duk Da Fuk Down!
6. Somebody’s Gettin’ Shot
7. My Lil’ Ryda
8. Mashin’
9. Nite Rydas
10. Bust Back
11. Sound the Alarm
12. Dirty Money
13. Born 2 Ride

## Lista skradzionych beatów
1. Big Tymers – „Number 1 Stunna”
2. The Game – „Put You On The Game”
3. Gutta Gyrlz & Jim Jones – „Bing Bing, Bam Bam”
4. Ice Cube – „Why We Thugs”
5. Boyz N Da Hood – „Everybody Know Me”
6. U.S.D.A. – „White Gurl”
7. Yung Joc – „Coffee Shop”
8. Juvenile – „Back That Ass Up”
9. Tum Tum – „Caprice Muzik”
10. Dr. Dre (feat. Knoc-turn’al) – „Bad Intentions”
11. Young Cash – „Freeze”
12. T.I. – „Big Shit Poppin'”
13. Crime Mob – „Knuck If You Buck”